# Shahrulnizam Mustapa
Shahrulnizam bin Mustapa (Ipoh, 2 aprile 1981) è un calciatore malese, centrocampista del FeLCRA.

## Carriera

### Club
Comincia a giocae al Polis DRM. Nel 2002 viene acquistato dal Perak. Nel 2009 si trasferisce al Kedah. Nel 2011 torna al Perak. Nel 2014 passa al FELDA United. Nel 2016 viene acquistato dal FeLCRA.

### Nazionale
Ha debuttato in Nazionale il 18 giugno 2007, nell'amichevole Malesia-Cambogia (6-0). Ha partecipato, con la Nazionale, alla Coppa d'Asia 2007. Ha collezionato in totale, con la maglia della Nazionale, 6 presenze.